# آرثر ميلارد
آرثر ميلارد (بالإنجليزية: Arthur Millard)‏ (1 يناير 1869 ببرمنغهام في المملكة المتحدة - ) هو لاعب كرة قدم بريطاني (وحمل سابقاً جنسية المملكة المتحدة لبريطانيا العظمى وأيرلندا) في مركز الهجوم. لعب مع برمنغهام سيتي.